# NGC 6310
NGC 6310 (również PGC 59662 lub UGC 10730) – galaktyka spiralna (Sb), znajdująca się w gwiazdozbiorze Smoka. Odkrył ją Heinrich Louis d’Arrest 27 października 1861 roku. Jest to galaktyka z aktywnym jądrem typu LINER.